# Акбулакский поссовет
Акбулакский поссовет — сельское поселение в Акбулакском районе Оренбургской области Российской Федерации.
Административный центр — посёлок Акбулак.

## История
Статус и границы сельского поселения установлены Законом Оренбургской области от 2 сентября 2004 года № 1424/211-III-ОЗ «О наделении муниципальных образований Оренбургской области статусом муниципального района, городского округа, городского поселения, установлении и изменении границ муниципальных образований».

## Население
| 2010    | 2012    | 2013    | 2014    | 2015    | 2016    | 2017    |
| ------- | ------- | ------- | ------- | ------- | ------- | ------- |
| 14 406  | ↗14 445 | ↗14 739 | ↗14 869 | ↗14 998 | ↗15 061 | ↗15 145 |
| 2018    | 2019    | 2020    | 2021    |         |         |         |
| ↘15 028 | ↘15 025 | ↘14 958 | ↘14 878 |         |         |         |

## Состав сельского поселения
| № | Населённый пункт | Тип населённого пункта          | Население |
| - | ---------------- | ------------------------------- | --------- |
| 1 | 29 км            | разъезд                         | 25        |
| 2 | 30 км            | разъезд                         | 23        |
| 3 | Акбулак          | посёлок, административный центр | ↘10 688   |
| 4 | Кулаксай         | посёлок                         | 227       |
| 5 | Шулаксу          | посёлок                         | 213       |